# 尚红
尚红（1960年—），汉族，中华人民共和国医学家、政治人物，中国工程院院士，第十一届全国政协委员。

## 生平
担任中国医科大学附属一院院长。2008年，当选第十一届全国政协委员，代表医药卫生界，分入第四十五组。2018年1月，当选第十三届全国政协委员。